# 대니얼 현우 라샤펠
대니얼 현우 라샤펠(2006년 7월 2일 ~ ), 한국명 복대니얼은 미국인 아버지와 한국인 어머니 사이에서 출생한 한국계 미국인 남자 배우이자 모델이다.

## 주요 경력

### TV 방송
- tvN 리얼키즈 스토리 레인보우 고정출연 (2011~2012)
- EBS1 나도요리사 고정출연 (2013.03.01. ~ 2013.08.23.)

#### 지면광고
- 에버랜드 지면 광고 (2011.04)

### 뮤직비디오
- 이적 <거짓말 거짓말 거짓말> (2013)